# Strage di Pedescala
La strage di Pedescala è avvenuta tra il 30 aprile e il 2 maggio 1945 in tre frazioni del comune di Valdastico (Vicenza): a Pedescala dove sono morte 63 persone, a Forni e Settecà dove sono morte altre 19 persone. Esecutori furono reparti dell'esercito tedesco a cui erano aggregati alcuni italiani.
Il numero totale delle vittime non coincide in tutte le fonti, in quanto comprendenti o meno i combattenti partigiani caduti nella battaglia al ponte, ed un bambino deceduto il 30 maggio per lo scoppio di una bomba che aveva trovato (elencato nel monumento posto in piazza a Pedescala).

## Antefatti

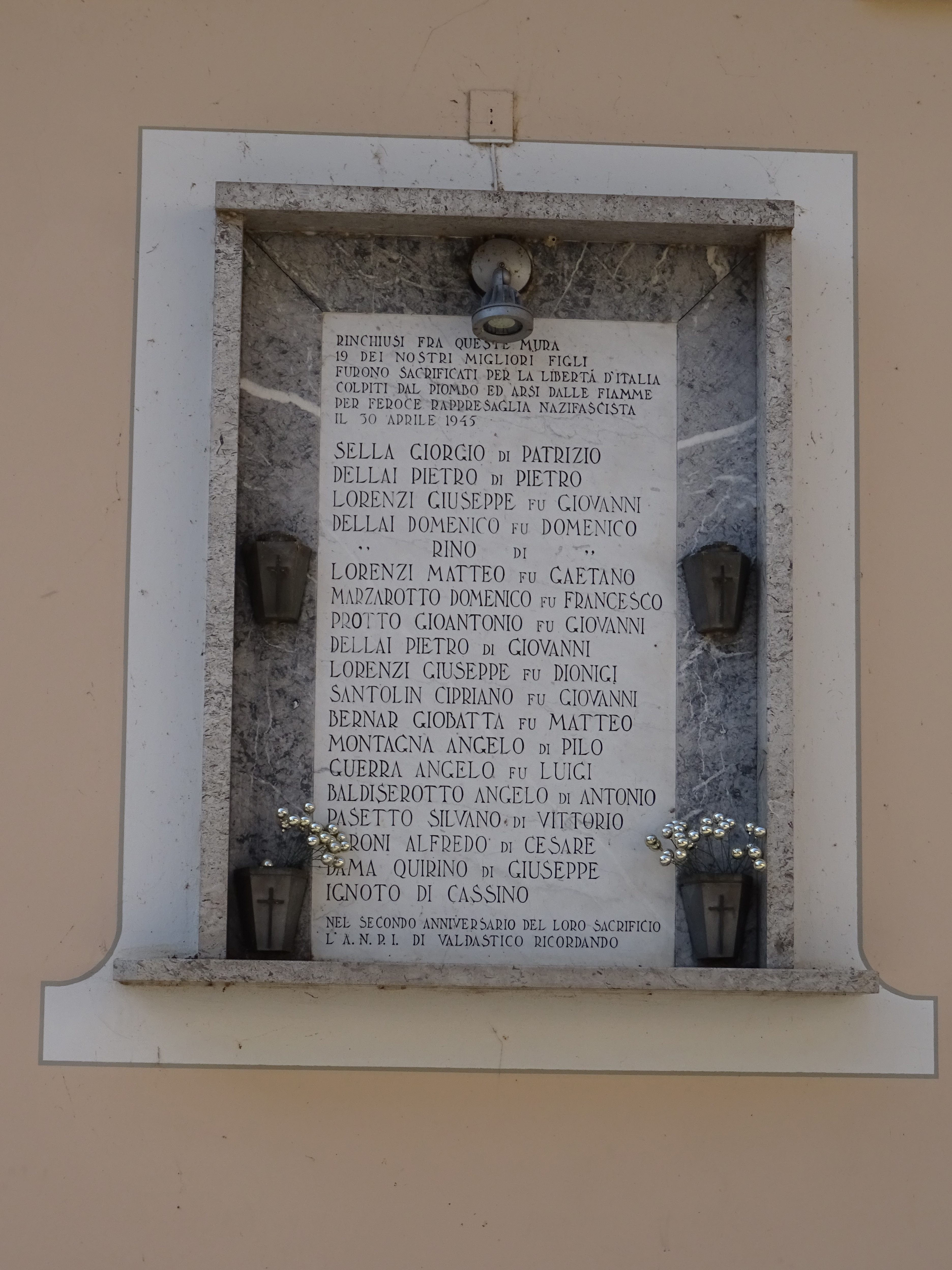
Lapide alle vittime nel paese di Settecà

La strage ebbe luogo a Nord di Vicenza, nella Val d'Astico, chiusa tra gli altopiani di Asiago e di Tonezza del Cimone. La località è stata da sempre un luogo di transito per i traffici tra il Veneto e il Trentino, e di lì all'Europa settentrionale: superato il confine regionale, si può raggiungere facilmente Trento, la Val d'Adige ed infine il Brennero.
Nel tardo pomeriggio del 28 aprile, a Settecà (poco oltre Pedescala), alla "Locanda dei Sella", erano stati aggrediti e catturati 4 funzionari del BdS-SD (Servizio segreto tedesco) da parte dei partigiani di Umberto Zaltron "Javert", con il concorso attivo del partigiano Augusto Sella "Franz" comproprietario della locanda. Durante il trasferimento verso Campolongo, due di essi riuscirono a fuggire. Gli altri due vennero fucilati il successivo 3 maggio in territorio di Rotzo.
Un gruppo di giovani soldati russi inquadrati nella Wehrmacht (263° Ost-Bataillon), in ritirata verso il Trentino, aveva soggiornato nelle case, nei fienili e nell'Asilo di Pedescala nei giorni tra il 26 e 28 aprile 1945. Nelle primissime ore del mattino del 29 molti, ma non tutti, erano partiti, lasciando indietro una discreta quantità di materiali ed armi. Prima delle 8 del mattino la gente del luogo si affrettò a recuperare detti materiali, mentre alcuni partigiani (Giorgio Pretto "Walter", Francesco Moro "Giobbe" ed Augusto Sella "Franz") della Bgt. "Pasubiana", aiutati da alcuni civili (sembra due), mediante scale a pioli irruppero nei fienili e nelle case dove ancora stavano dormendo i giovani soldati ritardatari. Fu così che catturarono 19 prigionieri i quali furono portati nel bunker presente nell'orto di una casa del villaggio (era un rifugio sotterraneo della Grande Guerra che veniva utilizzato quale comando della Bgt. "Pasubiana"). (v. paragrafo Foiba Rossetta, qui sotto). Ma uno o forse più soldati riuscirono a sfuggire alla cattura. Nel seguito della stessa mattina i partigiani, con la partecipazione volontaria di alcuni civili che si erano impossessati delle armi abbandonate, ingaggiarono uno scontro a fuoco con l'avanguardia di una nuova colonna di tedeschi giunta al ponte, all'imbocco del paese. 
Poco prima dello scontro fu fatta segno di colpi una motocarrozzetta guidata dal partigiano Giovanni Marostegan "Gimmi" che, ignaro di quanto stava succedendo, stava per arrivare a Pedescala. Restò comunque illeso e tornò indietro. I partigiani usarono anche mortai. Ma i tedeschi, dotati di mitragliatrici, artiglieria e perfino di un carro armato, spararono contro gli attaccanti e contro le case riuscendo in breve a passare.

## La strage
Terminata la "battaglia del ponte", l'avanguardia tedesca entrata in paese venne fatta bersaglio di colpi di armi da fuoco da parte dei partigiani ritiratisi sui versanti Nord ed Ovest della montagna, i quali tiravano verso la strada che attraversa nel fondovalle il paese di Pedescala. Si presume che in tale circostanza siano stati uccisi sei soldati tedeschi, anche se quelle morti non furono confermate, perché tuttora nell'archivio di guerra tedesco dove sono riposte tutte le missioni e le perdite di guerra, non risultano soldati tedeschi caduti a Pedescala. Dopodiché i partigiani che avevano sparato da Costa Del Vento (versante di Tonezza) si ritirarono. L'avanguardia del reparto tedesco venne poco dopo raggiunta dalla colonna principale la quale iniziò a rastrellare gli abitanti maschi del paese. Le donne ed i bambini vennero segregati all'interno delle mura di cinta del cimitero.
I tedeschi cominciarono la carneficina: Pedescala venne devastato (anche da incendi provocati dal lanciafiamme del carro armato) e morirono 63 persone. Tra i morti, si contarono anche 7 donne, il parroco del paese con l'anziano padre ed un bambino di cinque anni. Tra le vittime anche 2 miliziani fascisti (Angeli Antonio della GNR della Strada, e La Lampa Pasquale della 22ª B.N. "Faggion"), entrambi avevano sposato due donne di Pedescala. Testimoni dichiararono che c'era chi indicava ai tedeschi quali case incendiare. Fu ipotizzato che fossero agenti italiani del BdS-SD, tuttavia è probabile invece si trattasse del soldato russo (o dei soldati se più d'uno) scampato/i alla cattura che indicavano le case ove furono assaliti. Anche l'Asilo fu incendiato in quanto aveva ospitato soldati tedeschi successivamente aggrediti dai partigiani. 
Nel frattempo in località Forni (poco oltre Pedescala) vennero posizionati pezzi di artiglieria tedeschi (tra cui un 88 mm) e mitragliere da 20 mm puntate contro la montagna di Castelletto, dove i partigiani della "Pino" e della "7 Comuni" erano appostati. Dopodiché iniziò una sparatoria con cannoneggiamento. In seguito, verso le h 17 i tedeschi rastrellarono le abitazioni della contrada, ed anche del vicino piccolo nucleo di Settecà dove, alla locanda dei Sella, pochi giorni prima c'era stata la cattura dei 4 funzionari (3 tedeschi ed un italiano) del BdS-SD (Servizio segreto), da parte di Augusto Sella "Franz" con altri partigiani. Donne e bambini vennero segregati nelle scuole comunali, 32 uomini invece vennero portati a Settecà e, dopo essere stati rinchiusi in un deposito attrezzi, vennero colpiti con bombe a mano e raffiche di mitragliatrice; 10 ostaggi restarono uccisi sul colpo. Ma mentre i soldati tornavano alla vicina Forni per prendere combustibile allo scopo di bruciare la casa ed i corpi, i sopravvissuti scapparono dall'edificio in varie direzioni. La sentinella posta sul campanile li scoprì e diede l'allarme. Ne nacque una caccia all'uomo in cui vennero uccisi altri 9 ostaggi. In totale 19 morti e 7 feriti.
Nel pomeriggio del 1º maggio 1945 il comando tedesco insediato in località Forni inviò 3 donne del luogo con un biglietto indirizzato al comandante partigiano Giulio (alias Alfredo Rodeghiero). Vi si richiedeva il libero transito altrimenti altri 20 ostaggi sarebbero stati giustiziati. Le donne, con bandiera bianca e fasce bianche alle braccia andarono su a Castelletto. 
Il 2 maggio all'alba la colonna iniziò a partire verso la Germania; movimenti di camion e di truppa si udirono fino al mattino. Alle ore 9 in paese non restò nessun militare.
Una volta partiti tutti i tedeschi, i partigiani tornarono in paese, riscontrando però l'ostilità dei civili sopravvissuti. Si riporta ad esempio il viaggio, avvenuto solo qualche giorno dopo, di un camion di partigiani da Caltrano, i quali intendevano mostrare ai loro prigionieri fascisti cosa era accaduto a Pedescala, ma che dovettero tornarsene quanto prima a causa dell'insofferenza dei residenti.

## Violenze dopo la strage
Nei giorni seguenti la strage si registrarono episodi locali di violenza. Alcune donne del paese "fecero scempio" di quattro fascisti repubblicani (episodio citato dallo storico Emilio Franzina). Secondo quanto ricostruito dallo storico Luca Valente, i partigiani di Schio (Bgt. Martiri Della Val Leogra) il 3 maggio avevano prelevato 18 prigionieri dalle carceri cittadine e li avevano condotti in camion fino ad Arsiero proseguendo, quindi a piedi fino a Pedescala per giustiziarli. L'intervento di un ufficiale inglese aveva scongiurato il proponimento e li aveva riportati indietro ad Arsiero. Tuttavia durante la notte i partigiani riportarono nuovamente 4 dei detenuti fino a Pedescala. Vi arrivarono all'alba e morirono dopo avere subìto indicibili torture e mutilazioni ad opera dei sopravvissuti (principalmente donne). 
Secondo la relazione del 10 dicembre 1945 di don Bruno Bareato, vicario economo, l'episodio avvenne il 12 maggio ed i prigionieri portati a Pedescala furono 5, dei quali uno riuscì a fuggire. I corpi dei quattro uccisi vennero dapprima sepolti alla rinfusa lungo la Val D'Assa, ma successivamente sepolti con bara vicino al cimitero del paese. Successivamente per due volte i congiunti chiesero di poter traslare i resti, ottenendo un rifiuto da parte delle donne del paese. Solo la terza volta riuscirono per l'intervento del comando Alleato di Arsiero. 
Durante le ricerche effettuate nel corso delle indagini degli anni successivi inoltre, furono rinvenuti resti umani con frammenti di divise tedesche nella zona dove erano stati scaricati i detriti derivanti dallo sgombero delle case incendiate. Secondo il citato documento del Bareato, si trattò di 5 o 6 tedeschi che subirono la stessa sorte dei 4 prigionieri.

### Responsabili
Sono stati ritenuti responsabili:
- i genieri delle fortificazioni tedeschi della II./500 Compagnia (Feldpost n. 40814), comandata dall'SS-Hauptsturmführer (capitano) Wasmuth, dell'SS-Wehrgeologen-Bataillon (mot.) 500 (reparto delle Waffen-SS) con a capo il geologo ed archeologo SS-Obersturmbannführer der Reserve (tenente colonnello della riserva) Rolf Höhne; ma dopo l'8 settembre 1943, vi entrarono a far parte almeno 200 italiani, di cui 5 ufficiali, tanto che nell'aprile del 1944 aveva in forze 12 ufficiali, 50 sottufficiali e 580 soldati italiani;
- i paracadutisti tedeschi della 1. Fallschirmjäger Division (reparto paracadutisti della Wehrmacht), provenienti da Schio, chiamati anche Grüne Teufel (Diavoli Verdi) che avevano resistito a Montecassino;
- il militari russo-ucraini del 232° Ostbataillon della Wehrmacht con a capo il capitano Fritz Büschmeyer;
- generici reparti tedeschi della Wehrmacht.

## Controversie
L'episodio suscita ancora un certo dibattito attorno al comportamento dei gruppi partigiani che avrebbero "provocato" i Tedeschi in ritirata, ben consapevoli della loro forza e della triste propensione alla rappresaglia. 
Da una larga parte degli abitanti viene giudicato inaccettabile il fatto che durante l'eccidio (durato per molte ore, dal 30 aprile fino alla notte del 2 maggio), non ci fu alcun intervento da parte dei partigiani per difendere la popolazione, se si esclude la spedizione di 10/12 uomini partita da Schio che, trovandosi un carro armato nella strada tra Arsiero e Pedescala (in località Casa Ratti), ritornò indietro (senza prendere in considerazione la strada vecchia che corre parallela sul versante opposto del torrente Astico). 
Ancora più inspiegabile infine che la mattina del 2 maggio l'intera colonna tedesca si sia avviata verso Lavarone, dove giunse senza alcun problema, dopo essere transitata per chilometri su un terreno morfologicamente adatto ad imboscate e blocchi stradali.
Il foglio del biglietto con la proposta di tregua in cambio del libero passaggio è sparito. I partigiani non hanno mai ammesso nulla riguardo alla accettazione o al rifiuto di detta proposta. 
Nel 2003 Camillo Pretto del Comitato vittime civili (e sopravvissuto alla strage), dichiarò pubblicamente che vi furono pressioni da parte partigiana affinché non trapelassero informazioni sul reale svolgimento dei fatti (v. articolo dello storico Luca Valente). Secondo una lettera aperta, pubblicata dallo stesso Pretto su "La Nuova Venezia", la notizia della strage di Pedescala ebbe pochissimo rilievo sulla stampa, tanto che il giornale locale ne diede notizia solo il 25 maggio. Il ritardo, spiega Pretto, fu dovuto al fatto che «nelle tre settimane dopo la strage si susseguirono febbrili ed imbarazzanti riunioni dei più alti esponenti del CLN del Triveneto e dell'Alta Italia». Nel quotidiano il testo, evidentemente concordato, diceva: "Non vi era causa alcuna per fare ciò; né resistenza in paese, né sparatorie nelle vicinanze, né necessità belliche". 
Non sono chiare nemmeno le posizioni del Comitato di Liberazione Nazionale. Presso il municipio di Schio, esponenti del C.L.N. (tra cui molto probabilmente Nello Boscagli "Alberto"), il Commissario Prefettizio ed il generale Karl Lothar Schulz della 1ª Divisione paracadutisti avrebbero firmato il 29 aprile un "patto di non aggressione" in modo che la ritirata avvenisse il più ordinatamente possibile, senza vittime e senza che i tedeschi facessero saltare gli impianti industriali. Il maggiore Otto Laun (comandante della piazza di Schio) sarebbe restato in città a garanzia degli impegni (v. diario di O. Laun, confermato dagli scritti di Bernd Voth, all'epoca tenente del genio). Alcuni ritengono che gli ordini degli insorti fossero invece diversi: contrastare la ritirata con sabotaggi ed altri interventi di disturbo. Queste ambiguità erano probabilmente dovute alle diverse anime del movimento partigiano che, soprattutto nella valle dell'Astico, era diviso in più fazioni (spesso in contrasto tra loro) con differenti visioni politiche. 
Esiste il documento scritto di un accordo di salvacondotto per il tratto Schio - Piovene Rocchette (7 km). Detto accordo però non è stato l'unico dal momento che, secondo la testimonianza della partigiana "Olga" (alias Anna Costenaro), il giorno 29 aprile partirono da Schio alcuni feriti tedeschi in automobile, accompagnati volontariamente da tre ostaggi partigiani muniti di stracci bianchi. Di questi, Bruno Redondi "Brescia" arrivò fino a Meda (qualche km oltre Piovene); Pierino Bressan li accompagnò oltre fino ad Arsiero (10 km dopo Piovene); ed infine Pino Gobbi che arrivò fino a Pedescala.
Inoltre, se i più propendono per l'uccisione di sei militari tedeschi delle avanguardie come motivo scatenante, altri ne contano sette, e altri ancora solo due morti e un ferito. Vi è addirittura chi afferma che non vi fosse stato alcun morto tra i militari: l'azione sarebbe stata scatenata per vendetta da un alto ufficiale tedesco imprigionato dai partigiani e fuggito il 29 aprile. Si tratta probabilmente di uno dei due del BdS-SD catturati a Settecà (locanda dei Sella) e riusciti a fuggire. L'ipotesi trova sostegno anche dal pesante interrogatorio fatto dai tedeschi nei confronti del giovane Giorgio Sella (successivamente perito a Settecà) durante il quale gli venne chiesto dov'era l'ufficiale.
Altro mistero è chi abbia effettivamente sparato ai tedeschi. Si è affermato che i partigiani appartenessero alle Brigate Garibaldi ("Garemi"), altri li fanno autonomi, altri ancora li ritengono un gruppo isolato assetato di vendetta e gloria. Al mattino del 30 Aprile testimoni ricordano che dalla piazza del paese il partigiano Nicola Pretto ("Pippo II") ha gridato verso la montagna in dialetto veneto di smetterla di sparare, indirizzando le grida (e citandolo) a Giuseppe Costa ("Ivan") capo partigiano del Btg. "Bressan" della Bgt. Pasubiana, originario del luogo (e tra l'altro responsabile dell'infoibamento alla Grotta Rossetta - v. qui sotto). 
Solo nel 1998, durante l'inchiesta per le uccisioni della Foiba Rossetta (v. sotto), Giuseppe Costa "Ivan" ammise per la prima volta di avere ordinato di sparare, da Costa Del Vento verso la strada che da Barcarola porta a Tonezza, contro un gruppo di tedeschi che si accingevano a salire, il 30 aprile 1945 (poco prima dell'inizio della strage di Pedescala). 
Altre fonti non confermate riportano che i partigiani fossero riusciti a bloccare i tedeschi nella zona per tre giorni, cosa tuttavia poco credibile vista la sproporzione tra le due parti. 
Uno dei pochi fatti certi è che al seguito della colonna tedesca vi fossero anche degli italiani (vari scampati alla strage hanno testimoniato, durante le indagini del 1945-46, che essi parlavano il dialetto veneto). Tra questi, è stato sospettato il sergente Bruno Caneva, fuggito poi in Argentina nel 1947 e morto nell'agosto 2003. Nel 1999 il Caneva venne indagato dalla Procura militare di Padova ed interrogato a Mendoza dal procuratore militare Maurizio Block ipotizzando a suo carico un suo concorso con il comando tedesco nella strage. Caneva diede prova che in quel periodo si trovava ricoverato presso un ospedale di guerra tedesco. Il caso fu quindi archiviato a causa della mancanza di prove che consentissero di sostenere l’accusa in giudizio. Le testimonianze raccolte infatti si riferiscono ad uno dei 3 fratelli Caneva, alpini della RSI di stanza ad Asiago, senza specificare quale, che sarebbe stato visto il giorno 29 Aprile (ovvero il giorno precedente la strage).

### La medaglia rifiutata
Dopo 12 anni dalla richiesta presentata dal Comitato Vittime Civili (che contava allora 250 aderenti), fu conferita nel 1983 la medaglia d'argento al Comune. Tuttavia la motivazione «...l'attività partigiana si è opposta alle distruzioni del nemico e culminate con l'assurdo e barbaro eccidio» provocò lo sdegno di una parte della popolazione la quale, dopo avere provato a chiarire la sua posizione scrivendo all'allora presidente Pertini, decise di rifiutare l'onorificenza. La motivazione di questa decisione, come riportato dagli organi di stampa, è stata la seguente:
«Spararono poi sparirono sui monti, dopo averci aizzato contro la rabbia dei tedeschi, ci lasciarono inermi a subire le conseguenze della loro sconsiderata azione. Per tre giorni non si mossero, guardando le case e le persone bruciare. Con quale coraggio oggi proclamano di aver difeso i nostri cari?».

### Foiba Rossetta
Negli stessi giorni della strage, si innesta il tragico fatto della foiba di Tonezza (grotta della Rossetta, vicino all'ex colonia Umberto I) nella quale il giorno 1º maggio 1945 i partigiani uccisero ed infoibarono circa venti tedeschi tra i quali un sacerdote ortodosso, un milite della GNR (Gino Pernigotto) e la sua fidanzata 19nne di Vicenza (Bruna Triestina Sesso). Si trattava in gran parte dei soldati russo/ucraini della Wehrmacht catturati nel sonno a Pedescala il mattino del 29 aprile. I prigionieri vennero dapprima rinchiusi nel bunker della brigata Pasubiana (si trattava di una galleria della Grande Guerra che passava sotto la chiesa del Paese). Poi vennero condotti a Tonezza dai partigiani del Btg. "Cirillo Bressan", della Bgt. Pasubiana, Gruppo Brigate "Garemi" ai comandi di "Ivan" (Costa Giuseppe). 
Vedere la voce Foiba Rossetta per ulteriori informazioni. 
Questo fatto si integra nella strage di Pedescala in quanto la cattura dei giovani soldati può essere considerata come concausa della ferocia nazista. Al contrario, secondo alcuni, fu la reazione dei partigiani informati della strage di Pedescala (che però si è protratta fino al mattino del 2 maggio).